# 기타시오바라촌
기타시오바라촌(일본어: 北塩原村)은 일본 도호쿠 지방 남서부, 후쿠시마현 서부(아이즈 지방)에 있는 야마군의 촌이다.

## 지리
정의 서부가 기타야마, 중앙부가 오시오, 동부가 히노하라이다. 고도는 기타야마가 200~300m, 오시오가 400~500m, 히노하라가 800~1000m이다.
반다이산의 북쪽 기슭에 위치한 지역은 우라반다이로 불리며 여름에는 등산객, 겨울에는 스키객이 많이 방문한다. 히노하라 호수는 1888년에 반다이산이 분화했을 때 주위의 강을 가로막아 형성된 호수이며 겨울철에는 얼어붙은 호수에서의 빙어 낚시로, 여름철에는 배스 낚시 등으로 흥청거린다. 다카소네산에서는 오시오강이 오시오·기타야마 지구를 흐르고 있고 유역에는 농지가 펼쳐진다. 기후는 북일본형 적설 한랭지대이며 겨울의 적설은 평균 2m 정도이다.

## 역사
- 1954년 3월 31일 - 기타야마촌(北山村), 오시오촌(大塩村), 히노하라촌(桧原村)의 합병으로 탄생했다.

## 인구
| 연도 | 인구  | ±%     |
| ---- | ----- | ------ |
| 1920 | 4,482 | —      |
| 1930 | 4,368 | −2.5%  |
| 1940 | 4,375 | +0.2%  |
| 1950 | 5,284 | +20.8% |
| 1960 | 5,351 | +1.3%  |
| 1970 | 4,287 | −19.9% |
| 1980 | 3,869 | −9.8%  |
| 1990 | 3,812 | −1.5%  |
| 2000 | 3,644 | −4.4%  |
| 2010 | 3,185 | −12.6% |

## 교통

### 도로
- 국도 459호선(일본어판)